# NGC 4133
NGC 4133 ist eine Balken-Spiralgalaxie vom Hubble-Typ SBb im Sternbild Drache am Nordsternhimmel. Sie ist schätzungsweise 67 Millionen Lichtjahre von der Milchstraße entfernt.
Das Objekt wurde am 12. Dezember 1797 vom Astronomen Wilhelm Herschel entdeckt.